# El puño de la muerte
El puño de la muerte es una película de acción mexicana de 1982, escrita y dirigida por Alfredo B. Crevenna y protagonizada por El Santo y Grace Renat.

## Trama
En la selva mexicana dos hermanas hechiceras, Kungyan y Queria, se enemistan con la llegada de una niña pequeña, llamada la Niña de la Selva. La hermana maligna desea dominar el mundo y para ello robará la piedra sagrada llamada la Piedra del Gran Poder. Pero la hermana buena pedirá ayuda al Santo, que acudirá presto en su ayuda.

## Reparto
- El Santo como Santo "El Enmascarado de Plata"
- Grace Renat como Kungyan/Queria
- César Sobrevals como Raguri
- Steve Cheng como Príncipe Ching-Ka
- Gilberto Trujillo
- Carlos Suárez como Cliff
- Tinieblas
- Sandra Duarte como La Niña de la Selva
- Franky
- Ismael Ramírez